# Франклин, Саймон
Саймон Франклин (англ. Simon Franklin) — профессор славистики в Кембриджском университете, член Клэр-колледжа. 
В 2007 году награждён Большой золотой медалью имени М. В. Ломоносова Российской академии наук за выдающиеся труды по ранней этнополитической и культурной истории Руси и значительный вклад в изучение древнерусской письменной традиции и памятников древнерусской литературы

## Публикации на русском языке
- Франклин С., Шепард Д.[англ.] Начало Руси = The Emergence of Rus, 750—1200. / Пер. с англ. Д. Буланина и Н. Лажецкой. — СПб.: «Дмитрий Буланин», 2000. — 624 с. ISBN 978-5-86007-234-1
- Франклин С., Шепард Д. Начало Руси / Пер. с англ. Д. Буланина и Н. Лажецкой. — 2-е изд. — СПб.: «Дмитрий Буланин», 2009. — 672 с. ISBN 978-5-86007-629-7
- Франклин С. Письменность, общество и культура в Древней Руси / Пер. с англ. Д. Буланина. — СПб.: «Дмитрий Буланин», 2010. — 552 с. ISBN 978-5-86007-622-8